# Liste der Bodendenkmäler in Malgersdorf
Auf dieser Seite sind die Bodendenkmäler in der niederbayerischen Gemeinde Malgersdorf zusammengestellt. Diese Tabelle ist eine Teilliste der Liste der Bodendenkmäler in Bayern. Grundlage ist die Bayerische Denkmalliste, die auf Basis des Bayerischen Denkmalschutzgesetzes vom 1. Oktober 1973 erstmals erstellt wurde und seither durch das Bayerische Landesamt für Denkmalpflege geführt wird. Die folgenden Angaben ersetzen nicht die rechtsverbindliche Auskunft der Denkmalschutzbehörde.

## Bodendenkmäler der Gemeinde

### Bodendenkmäler in der Gemarkung Malgersdorf
| Lage                                            | Objekt | Akten-Nr.     | Bild           |
| ----------------------------------------------- | --- | ------------- | -------------- |
| Malgersdorf Haberskirchener Straße 1 (Standort) | Untertägige mittelalterliche und frühneuzeitliche Befunde und Funde im Bereich des Hofmarkschlosses von Malgersdorf mit abgegangenem Wirtschaftshof.                                     | D-2-7442-0039 |                |
| Malgersdorf Kirchenweg 2 (Standort)             | Untertägige spätmittelalterliche und frühneuzeitliche Befunde und Funde im Bereich der Katholischen Pfarrkirche St. Stephan von Malgersdorf und ihrer mittelalterlichen Vorgängerbauten. | D-2-7442-0126 | weitere Bilder |
| Malgersdorf Pfarrhofstraße 4 (Standort)         | Untertägige spätmittelalterliche und frühneuzeitliche Befunde und Funde im Bereich der Katholischen Kirche St. Maria Auxiliatrix von Malgersdorf (sog. Frauenkapelle).                   | D-2-7442-0127 |                |